# Cramo
Cramo Oyj (jusqu'en 2006 Rakentajain Konevuokraamo Oyj) est une entreprise spécialisée dans la location de machines et équipements de construction  en Finlande.

## Présentation
Cramo Oyj est coté en bourse d'Helsinki depuis 1981.
En novembre 2019, le groupe Boels  a annoncé son acquisition de Cramo.
Cramo compte plus de 150 000 machines et équipements de construction en location.
En outre, Cramo fournit de plus en plus des services de chantier. 
Les exemples peuvent être l'électrification du chantier et la protection contre les intempéries, ou le séchage de la construction ou le ponçage des sols en béton.

## Actionnaires
Au 29 février 2020, les plus grands actionnaires de Cramo sont:
| # | Actionnaire                      | Actions    | %     |
| - | -------------------------------- | ---------- | ----- |
| 1 | Boels Topholding B.V             | 42 537 926 | 95,18 |
| 2 | Desatex Oy                       | 83 180     | 0,19  |
| 3 | von Julin Sofia Margareta dödsbo | 71 000     | 0,16  |
| 4 | Mandatum Life                    | 62 178     | 0,14  |
| 5 | Osuusasunnot Oy                  | 50 000     | 0,11  |